# Шафаренко, Павел Менделевич
Па́вел Ме́нделевич Шафаре́нко (13 марта 1908, Нежин, Черниговская губерния — 25 апреля 1988, Одесса) — советский военачальник, участник Великой Отечественной войны, генерал-лейтенант (1962).

## Биография
Родился 13 марта 1908 года[по какому календарю?] в Нежине, ныне Черниговская область, Украина. Еврей. Сын нежинского вольнопрактикующего врача Моисея-Менделя Мордуховича Шафаренко (1869—?), специалиста по глазным и кожным болезням.
В 1928 году по направлению Грозненского профсоюза строителей направлен в Ленинградский политехнический институт имени М. И. Калинина. Впоследствии (на последнем курсе) был переведён в Ленинградский институт инженеров путей сообщения, который окончил в 1932 году.
В 1932 году по спецнабору призван в РККА. В 1935 году окончил Военную железнодорожную школу. Командовал железнодорожным батальоном на Дальнем Востоке, прокладывал железнодорожную магистраль до порта Находка.
В 1937 поступил и в 1940 году с отличием окончил Военную академию имени М. В. Фрунзе.
В марте 1940 года назначен начальником оперативного отделения 16-й Ульяновской стрелковой дивизии имени В. И. Киквидзе 65-го особого стрелкового корпуса в Прибалтике.
20 мая 1941 года майор Шафаренко назначен начальником штаба 6-й воздушно-десантной бригады 3-го воздушно-десантного корпуса Одесского ВО, что дислоцировался в городе Первомайске.
Участник Великой Отечественной войны с июля 1941 года. Участвовал в оборонительных боях южнее Киева, в районе Голосеевского леса и села Мышеловка. За оборону Киева награжден орденом Красного Знамени.
После окончания битвы за Киев назначен командиром 6-й воздушно-десантной бригады. В ноябре-декабре 1941 года десантники Шафаренко держали оборону под Курском, возле города Тим.
В декабре 1941 года 3-й воздушно-десантный корпус был преобразован в 87-ю стрелковую дивизию, в которой П. М. Шафаренко стал командиром 96-го стрелкового полка. В январе 1942 года за героизм в боях дивизия преобразована в 13-ю гвардейскую стрелковую дивизию, а 96-й стрелковый полк — в 39-й гвардейский стрелковый полк.
В феврале 1942 года полковник Шафаренко назначен командиром 190-й стрелковой дивизии, которая начала формироваться в Сталинграде.
Через короткое время назначен командиром 25-й гвардейской стрелковой дивизии, которая формировалась в Калининской области на базе 2-й гвардейской стрелковой бригады. В июне 1942 года дивизия включена в состав Воронежского фронта и переброшена на Сторожевский плацдарм (южнее Воронежа), где вела бои. Впоследствии принимала участие в освобождении Харькова и города Валки. За Харьковскую операцию награжден орденом Суворова 2-й степени.
С ноября 1943 года генерал-майор Шафаренко — командир 119-й гвардейской стрелковой дивизии. В составе 3-й ударной армии принимал участие в освобождении Беларуси.
В начале 1944 года за участие в совместных действиях с 1-м отдельным чешским батальоном подполковника Л. Свободы, награжден чешским «Военным крестом 1939 года».
С июня 1944 года — командир 33-й стрелковой дивизии на 2-м Прибалтийском фронте.
С августа 1944 года — командир 23-й гвардейской стрелковой дивизии на 3-м Прибалтийском фронте. Дивизия принимала участие в наступлении на укрепленный рубеж «Валга» в Латвии. Позже в составе войск 1-го Белорусского фронта с боями прошел Польшу, форсировал Одер, участвовал в штурме Берлина.
По окончании войны продолжил военную службу. Был начальником штаба стрелкового корпуса и заместителем командующего армией. В 1950 году окончил Высшие академические курсы при Высшей военной академии имени К. Е. Ворошилова.
С июля 1951 года по апрель 1956 года командовал 48-й гвардейской стрелковой дивизией в Белорусском ВО. С апреля 1956 по декабрь 1961 — начальник отдела боевой подготовки 28-й армии Белорусского военного округа.
В 1962—1967 годах — заместитель командующего войсками Сибирского ВО. 9 марта 1967 года вышел в отставку. Жил в Одессе.
Умер 25 апреля 1988 года. Похоронен на Таировском кладбище.

## Воинские звания
- майор;
- полковник;
- генерал-майор (27.11.1942);
- генерал-лейтенант (27.04.1962)[2]

## Награды
- орден Ленина (29.05.1945)[3];
- три ордена Красного Знамени (27.12.1941[4], 29.07.1944[5], 13.06.1952[6]);
- орден Суворова II степени (08.02.1943)[7];
- орден Кутузова II степени (06.04.1945)[8];
- орден Отечественной войны I степени (06.04.1985)[9];
- орден Красной Звезды (06.11.1947)[6];
- медаль «За боевые заслуги» (03.11.1944)[10];
- медаль «За победу над Германией в Великой Отечественной войне 1941—1945 гг.» (23.08.1945)[11];
- медаль «За освобождение Варшавы»[6];
- медаль «За взятие Берлина» (24.10.1945)[12];
- другие медали.

Иностранные награды
- Чехословацкий Военный крест 1939—1945 годов (ЧССР, 22.12.1943)[13]

## Ссылка
- Sem40.ru: Знай наших — известные евреи (рус.)
- Biography of Lieutenant-General Pavel Mendelevich Shafarenko - (Павел Менделевич Шафаренко) (1908 – 1988), Soviet Union. generals.dk. Дата обращения: 25 августа 2022.